# Patrick Joseph McGovern
Patrick Joseph McGovern (11 tháng 8 năm 1937 – 19 tháng 3 năm 2014) là một tỷ phú, người sáng lập International Data Group. Tài sản của ông theo ước tính của Forbes là 5,1 tỷ USD (tháng 9/2013). Ông được tạp chí Forbes xếp trong 400 người giàu nhất Hoa Kỳ.

## Tiểu sử
Ông sinh ra tại Thành phố New York trong gia đình một kỹ sư xây dựng. Cậu bé đã hứng thú với máy tính từ năm 16 tuổi, khi đọc xong cuốn sách "Giant Brains; or, Machines That Think". Sau đó, nhờ chiếc máy tính tự chế để chơi cờ caro, cậu đã được nhận học bổng vào Học viện Công nghệ Massachusetts (MIT). Ông kiếm tiền trả học phí bằng công việc biên tập cho Computers and Automation – tạp chí máy tính đầu tiên của Hoa Kỳ. Năm 1965, ông đã thành lập IDG với 5.000 USD có được từ việc bán xe.